# 刘受逻干
刘受罗千（?—?），《北史》称之为刘父罗千，南北朝后期汾州稽胡人。
刘受罗千开始跟随圣武皇帝刘没铎率领稽胡，北齐灭亡时，北周齐王宇文宪、谯王宇文俭、滕王宇文逌、赵王宇文招率军平定刘没铎。宣政元年（578年）汾州稽胡帅首领刘受罗千复再次反抗北周，越王宇文盛督军讨伐擒获刘受罗千。从此稽胡的反抗渐渐平息。